# Bobadilla (La Rioja)
Bobadilla település Spanyolországban, La Rioja autonóm közösségben.  Lakosainak száma 101 fő (2024).

## Népesség
A település népessége az elmúlt években az alábbi módon változott:
| Lakosok száma | 153  | 138  | 128  | 140  | 140  | 124  | 111  | 100  | 93   | 101  |
|               | 2001 | 2004 | 2007 | 2009 | 2012 | 2014 | 2017 | 2019 | 2022 | 2024 |